# Great West Conference
La Great West Conference (anciennement Great West Football Conference) était un groupement d'universités gérant les compétitions de football américain universitaire et basketball notamment dans l'ouest des États-Unis. Elle fut dissoute en 2013.

## Membres
- Cal Poly Mustangs
- North Dakota Fighting Sioux
- South Dakota Coyotes
- Thunderbirds de Southern Utah

Répartition géographique

- New Jersey Institute of Tech Highlanders
- Houston Baptist Huskies
- University of Texas-Pan American Broncs
- Chicago State Cougars

## Installations sportives
| Université    | Stade football US | Capacité |
| ------------- | ----------------- | -------- |
| Cal Poly      | Mustang Stadium   | 11 000   |
| North Dakota  | Alerus Center     | 13 500   |
| South Dakota  | DakotaDome        | 10 000   |
| Southern Utah | Eccles Coliseum   | 8 500    |
| UC Davis      | UC Davis Stadium  | 15 000   |

## Palmarès
- 2004 : Cal Poly
- 2005 : Cal Poly et UC Davis